# Dictatorul (film din 1940)

Poster Dictatorul

Dictatorul (titlul original: în engleză The Great Dictator) este un film regizat de către  Charles Chaplin, care joacă și rolul principal. Lansat pe marele ecran la data de 15 octombrie 1940, filmul este o satiră a lui Adolf Hitler și a nazismului.  Filmul lui Chaplin este excepțional mai ales pentru acea perioadă (1940), când Statele Unite ale Americii nu se aflau încă în război cu Germania nazistă, mai ales datorită faptului că este o satiră curajoasă de condamnare a lui Hitler și a nazismului și de asemenea pentru portretizarea persecuțiilor la adresa evreilor din Europa. El este celebru atât datorită faptului că este primul film "vorbit" al lui Chaplin, cât și datorită succesului său comercial foarte mare.

## Distribuția și paralele cu actualitatea vremii
În rolurile principale din film interpretează:
- Charles Chaplin  - dictatorul Tomaniei, Adenoid Hynkel și bărbierul evreu
- Paulette Goddard - Hannah
- Jack Oakie       - dictatorul Bacteriei, Benzino Napaloni
- Reginald Gardiner- comandantul Schultz
- Henry Daniell    - Garbitsch ("Gunoisch")
- Billy Gilbert    - felmareșalul Herring, consilier incompetent al lui Hynkel.

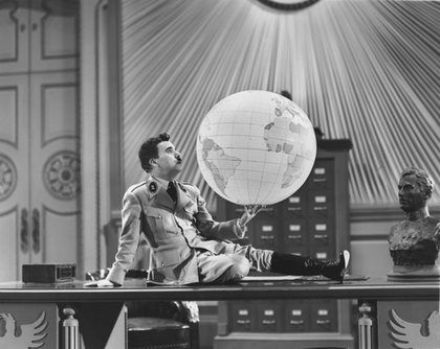
Adenoid Hynkel jucându-se cu globul pământesc.

Chaplin interpretează în film un dublu rol: cel al bărbierului evreu și cel al dictatorului fascist al Tomaniei, Adenoid Hynkel, personaj modelat după conducătorul Germaniei, Adolf Hitler. Țara în care se petrec aceste evenimente se numește Tomania (și simbolizează Germania nazistă).
Numele aghiotanților lui Adenoid Hynkel sunt similare celor ale aghiotanților lui Hitler. Garbitsch (pronunțat ca și "garbage" -gunoi, o traducere apropiată ar fi Gunoisch), mâna dreaptă a lui Hynkel este foarte apropiat ca nume cu Joseph Goebbels, iar Feld-mareșalul Herring este modelat după comandantul flotei aeriene Luftwaffe, Hermann Göring. Italia fascistă este transformată în "Bacteria", iar ducele Benito Mussolini este denumit ca Benzino Napaloni (o combinație între benzină și napalm).
O mare parte din film este reprezentată de scenele în care Hynkel și Napaloni discută cu privire la invadarea Austriei (în film Austria (Osterreich) este denumită Osterlich).
Filmul conține multe dintre scenele comice savuroase ale lui Chaplin.  
- Discursul lui Hynkel reprezintă o adevărată caricatură a stilului oratoric al lui Adolf Hitler, pe care Chaplin l-a studiat cu mare atenție.
- Îmi pare rău, dar nu vreau să fiu împărat, nu e treaba mea. Nu vreau să conduc sau să cuceresc, aș vrea, dimpotrivă, să-i ajut pe toți dacă s-ar putea – evreu, arian, negru sau caucazian. Cu toții vrem să ne ajutăm unii pe alții, așa e natura umană. Vrem să trăim din fericirea celorlalți, nu din suferința lor. Nu vrem să ne urâm și să ne disprețuim. E loc pentru toți în lumea asta, iar pământul e bogat și darnic. Ne-am rătăcit pe drumul unei vieți care poate fi liberă și frumoasă. Lăcomia ne-a otrăvit sufletele, a închis lumea cu o baricadă de ură și ne-a împins în sărăcie și vărsare de sânge. Alergăm din ce în ce mai repede, dar ne-am închis în noi înșine. Mașinăria abundenței ne-a lăsat în penurie. Știința ne-a făcut cinici, inteligența – distanți și inumani. Gândim prea mult și simțim prea puțin. Mai mult decât tehnologie, avem nevoie de umanitate. Mai mult decât inteligență, avem nevoie de bunăvoință și tandrețe. Fără acestea, viața devine potrivnică și atunci totul e pierdut. Avioanele și radioul ne-au adus mai aproape. Însăși natura acestor invenții ne cere să fim buni, să ne avem ca frații, să fim uniți. Chiar în acest moment vocea mea este auzită de milioane de oameni din toată lumea, milioane de bărbați, femei și copii deznădăjduiți, victime ale unui sistem care chinuie și arestează oameni nevinovați. Celor care mă aud acum le spun să nu-și piardă speranța. Sărăcia care se abate acum asupra noastră e doar efectul trecător al lăcomiei, al amărăciunii oamenilor care se tem de progres. Ura dintre oameni va dispărea, dictatorii vor muri, iar puterea pe care au luat-o de la oameni, va reveni oamenilor. Și atâta timp cât oamenii vor muri în numele libertății, ea, libertatea nu va pieri. Soldați! Nu vă lăsați pe mâna brutelor, a celor care vă disprețuiesc, care vă transformă în sclavi, care au pus stăpânire pe viețile voastre, care vă spun ce să faceți, ce să gândiți și ce să simțiți! A celor care vă îndoctrinează și care vă tratează ca pe niște animale. Nu vă lăsați pradă acestor monștri, acestor oameni-roboți cu minți și inimi mecanizate! Voi nu sunteți roboți, nici animale, ci oameni! Aveți în inimi umanitate! Voi nu purtați ură celorlalți. Doar cei neiubiți și inumani urăsc. Soldați! Nu luptați pentru sclavie, ci pentru libertate! În versetul 17 din Evanghelia după Luca scrie: „Împărăția lui Dumnezeu este înlăuntrul vostru”, al tuturor oamenilor, nu al unui grup, nici al unuia singur! Voi, oamenii, sunteți cei care aveți puterea să creați roboți, să creați fericire! Voi, oamenii, aveți puterea să faceți această viață să devină liberă și frumoasă! Să folosim această putere în numele democrației, să ne unim în lupta pentru o nouă lume, o lume decentă care va oferi oamenilor șansa să muncească, tinerilor – un viitor și celor în vârstă, o bătrânețe sigură. Brutele au ajuns la putere promițând toate acestea. Dar au mințit, nu și-au ținut promisiunea și nu o vor face niciodată! Dictatorii se eliberează pe sine înrobind oamenii! Să luptăm acum pentru a împlini această promisiune! Să luptăm pentru o lume liberă! Să rupem toate barierele naționale, să înlăturăm lăcomia, ura și intoleranța! Să luptăm pentru o lume rațională, o lume în care știința și progresul să aducă fericire oamenilor. Să ne unim întru democrație! Hannah, mă auzi? Oriunde ai fi, Hannah, privește spre cer! Norii se risipesc, soarele răsare din nou. Am ieșit din întuneric la lumină. Ne așteaptă o lume nouă mai bună, în care oamenii vor lăsa în urmă ura, lăcomia și cruzimea. Privește spre cer, Hannah, sufletul omului a prins aripi și zboară în sfârșit spre curcubeu, către un viitor glorios. Un viitor al tău, al meu, al nostru tuturor. Privește spre cer, Hannah! Privește spre cer!
- Charles Chaplin, în rolul bărbierului evreu, își bărbierește un client pe muzica lui Johannes Brahms în Dansul Maghiar Nr. 5, care se difuza la radio, mișcându-se cu briciul pe ritmul muzicii.
- Dar cea mai celebră scenă a filmului este reprezentată de dansul dictatorului Adenoid Hynkel cu un balon pe care este desenat globul pământesc în biroul său. Această scenă se desfășoară pe muzica lui Richard Wagner din opera sa Uvertura Lohengrin.
- O altă scenă comică este cea în care Hynkel și Napaloni stau în scaune de frizerie și se ridică treptat (pentru a da impresia că fiecare este mai important decât celălalt) până ce unul dintre ei dă cu capul de plafon.

Filmul se termină cu scena în care bărbierul, fiind confundat cu dictatorul, se adresează unei mari audiențe și prin radio întregii națiuni, înainte de invadarea statului Osterlich de către Tomania (o aluzie evidentă la Anschluss-ul de către Germania a Austriei la data de 12 martie 1938). Chaplin își axează discursul pe explicarea motivelor care necesită încetarea ostilităților. Discursul controversat al lui Chaplin ar fi putut contribui la încetarea războiului, dacă statele beligerante l-ar fi luat în serios.
Semnele făcute de jandarmi pe vitrinele magazinelor populației evreiești din Ghetou sunt scrise în film în limba Esperanto, o limbă pe care Hitler a condamnat-o ca fiind creată de către evrei.